# Mystery Blue
Mystery Blue — рок-группа из Франции, играющая мелодичный хэви-метал с женским вокалом.

## История
После создания в 1982 году, группа много гастролировала в качестве поддержки таких коллективов как Motörhead, Saxon, Def Leppard, Satan Jokers, Tyran' Pace и Vengeance. После выхода первых двух альбомов «Mystery Blue» и «Circle of Shame», группа распалась.
В 1996 году Фензи, гитарист и основатель группы, собрал группу с новым составом, с которым и был записан третий альбом «Spirit of Your Song».
Группа много выступала на различных рок-фестивалях, таких как Swordbrothers и Headbangers Open Air вместе с группами Girlschool, Virgin Steele, Rock Bitch и Destruction.
В 2003 году был записан альбом «Metal Slaves», в 2006 году — «Claws of Steel».
В 2009 году группа выпустила альбом «Hell & Fury», а в 2012 году — «Conquer the World».

## Состав группы

### Нынешний состав
- Натали Гейер — вокал (с 1996)
- Френзи Филиппон — гитара (с 1982)
- Сильвейн Эберсолдт — гитара (с 2013)
- Флориан Траг — бас-гитара (с 2017)
- Винс Кёллер — ударные (с 1996)

### Бывшие участники
- Мишель Торрес — вокал
- Иван Байблед — бас-гитара
- Стив Мосли — гитара
- Патрик Фаллер — бас-гитара
- Жан-Марк Гогель — ударные
- Рикки Гасслер — ударные
- Данни Ольманн — бас-гитара (1996—2005)
- Рикки Мэннхард — бас-гитара (2005—2010)
- Мэтт Гэбней — бас-гитара (2011—2012)
- Стеф Ноерберг — бас-гитара (2013—2017)

## Дискография
- Mystery Blue (1984)
- Circle of Shame (1986)
- Spirit of Your Song (1998)
- Metal Slaves (2003)
- Claws of Steel (2006)
- Hell & Fury (2009)
- Conquer the World (2012)
- Live… Made in Europe (live 2016)